# A-posteriori-Wahrscheinlichkeit
Die A-posteriori-Wahrscheinlichkeit ist ein Begriff aus der bayesschen Statistik. Sie beschreibt den Wissensstand über einen unbekannten Umweltzustand {\displaystyle \theta } a posteriori, d. h. nach der Beobachtung einer Zufallsgröße {\displaystyle X}, die von {\displaystyle \theta } in statistischer Abhängigkeit steht.

## Definition
Folgende Situation ist gegeben: {\displaystyle \theta } ist ein unbekannter Umweltzustand (z. B. ein Parameter einer Wahrscheinlichkeitsverteilung), der auf der Basis von Beobachtungen {\displaystyle x} einer Zufallsgröße {\displaystyle X} geschätzt werden soll.
Gegeben sei eine Verteilung für den Parameter {\displaystyle \theta } vor der Beobachtung der Stichprobe. Diese Verteilung wird auch A-priori-Verteilung genannt.
Weiterhin sei die Dichte (bzw. im diskreten Fall: die Wahrscheinlichkeitsfunktion) der bedingten Verteilung der Stichprobe unter der Bedingung {\displaystyle \theta =\theta _{0}} gegeben. Diese Dichte (bzw. Wahrscheinlichkeitsfunktion) wird im Folgenden mit {\displaystyle f(x|\theta _{0})} bezeichnet.
Die A-posteriori-Verteilung ist die Verteilung des Populationsparameters {\displaystyle \theta } unter der Bedingung, dass für die Zufallsgröße {\displaystyle X} der Wert {\displaystyle x} beobachtet wurde. Die A-posteriori-Verteilung wird mit Hilfe des Satzes von Bayes aus der A-priori-Verteilung und der bedingten Verteilung der Stichprobe unter der Bedingung {\displaystyle \theta =\theta _{0}} berechnet.

## A-posteriori-Verteilung

### Für stetige A-priori-Verteilungen
Eine stetige A-priori-Verteilung liegt dann vor, wenn die A-priori-Verteilung auf der Menge der reellen Zahlen {\displaystyle \mathbb {R} } oder auf einem Intervall in {\displaystyle \mathbb {R} } definiert ist. Beispiele für stetige A-priori-Verteilungen sind:
- die Normalverteilung (hier ist der Parameterraum {\displaystyle \Theta } die Menge der reellen Zahlen) oder
- die Gleichverteilung auf dem Intervall {\displaystyle [0;1]} (hier ist der Parameterraum {\displaystyle \Theta } das Intervall {\displaystyle [0;1]}).

Im Folgenden steht {\displaystyle g(\theta )} für die auf dem Parameterraum {\displaystyle \Theta } definierte A-priori-Dichte von {\displaystyle \theta .}
In diesem Fall kann die A-posteriori-Dichte {\displaystyle h(\theta |x)} folgendermaßen berechnet werden:
{\displaystyle h(\theta _{0}\mid x)={\frac {f(x\mid \theta _{0})\,g(\theta _{0})}{\displaystyle \int _{\Theta }f(x\mid \theta ')\,g(\theta ')\,\mathrm {d} \theta '}}\!}

### Für diskrete A-priori-Verteilungen
Im folgenden Abschnitt steht {\displaystyle P(\theta =\theta _{0})} für die diskrete A-priori-Wahrscheinlichkeit, dass der Parameter {\displaystyle \theta } den Wert {\displaystyle \theta _{0}} annimmt. Eine diskrete A-priori-Verteilung ist auf einer endlichen Menge oder auf einer Menge mit abzählbar unendlichem Träger definiert.
Die A-posteriori-Wahrscheinlichkeit wird im Folgenden mit {\displaystyle P(\theta =\theta _{0}|x)} bezeichnet und kann auf folgende Weise berechnet werden:
{\displaystyle P(\theta =\theta _{0}|x)={\frac {f(x|\theta _{0})\,P(\theta =\theta _{0})}{\displaystyle \sum _{\theta '\in \Theta }f(x|\theta ')\,P(\theta =\theta ')}}\!}

## Bedeutung in der bayesschen Statistik
In der bayesschen Statistik stellt die A-posteriori-Verteilung den neuen, durch Vorwissen und Beobachtung bestimmten Kenntnisstand über die Verteilung des Parameters {\displaystyle \theta } nach der Beobachtung der Stichprobe dar.
Damit ist die A-posteriori-Verteilung die Grundlage zur Berechnung aller Punktschätzer (siehe Bayes-Schätzer) und Glaubwürdigkeitsintervalle.

## Beispiel
In einer Urne befinden sich rote und schwarze Kugeln. Es ist bekannt, dass der Anteil roter Kugeln entweder bei 40 % oder aber bei 60 % liegt. Um Genaueres herauszufinden, werden (mit Zurücklegen) 11 Kugeln aus der Urne gezogen. Es werden 4 rote und 7 schwarze Kugeln gezogen.
Die Zufallsgröße „Anzahl gezogener roter Kugeln“ wird im Folgenden mit {\displaystyle X} bezeichnet, der tatsächlich beobachtete Wert der Zufallsgröße mit {\displaystyle x}.
Die Zufallsgröße {\displaystyle X} ist binomialverteilt mit unbekanntem Parameter {\displaystyle \theta ,} wobei {\displaystyle \theta } nur einen der Werte {\displaystyle 0{,}4} oder {\displaystyle 0{,}6} annehmen kann. Da kein weiteres Vorwissen bekannt ist, wird als A-priori-Verteilung für {\displaystyle \theta } eine diskrete Gleichverteilung angenommen, d. h.
{\displaystyle P(\theta =0{,}4)=P(\theta =0{,}6)=0{,}5.}
Die Wahrscheinlichkeitsfunktion für {\displaystyle X=x} ergibt sich aus der Binomialverteilung zu
{\displaystyle f(X=4\mid \theta =\theta _{0})={11 \choose 4}\;{\theta _{0}}^{4}\;(1-\theta _{0})^{7}.}
Man erhält daher für {\displaystyle \theta _{0}=0{,}4}
{\displaystyle f(X=4\mid \theta =0{,}4)={11 \choose 4}\;0{,}4^{4}\;0{,}6^{7}=0{,}236.}
Für {\displaystyle \theta _{0}=0{,}6} erhält man
{\displaystyle f(X=4\mid \theta =0{,}6)={11 \choose 4}\;0{,}6^{4}\;0{,}4^{7}=0{,}07.}
Die A-posteriori-Verteilung kann nun mit Hilfe des Satzes von Bayes berechnet werden. Für {\displaystyle \theta =0{,}4} erhält man als A-posteriori-Wahrscheinlichkeit
{\displaystyle P(\theta =0{,}4\mid x=4)={\frac {0{,}236\cdot 0{,}5}{0{,}236\cdot 0{,}5+0{,}07\cdot 0{,}5}}=0{,}77.}
Für {\displaystyle \theta =0{,}6} ergibt sich die A-posteriori-Wahrscheinlichkeit
{\displaystyle P(\theta =0{,}6\mid x=4)={\frac {0{,}07\cdot 0{,}5}{0{,}236\cdot 0{,}5+0{,}07\cdot 0{,}5}}=0{,}23.}
Somit ist nach Ziehung der Stichprobe die Wahrscheinlichkeit, dass der Anteil roter Kugeln in der Urne 40 % beträgt, gleich {\displaystyle 0{,}77}.